# 1923年8月法国联合航空法曼“歌利亚”班机空难
1923年8月法国联合航空法曼“歌利亚”班机空难发生于1923年8月27日，一架法国联合航空的法曼F.60“歌利亚”飞机因发动机故障与乘客恐慌而在英国肯特郡的东马尔灵坠毁。共计一人遇害，包括法国著名演员让·米拉（Jean Murat）在内的九人受伤。

## 飞机信息
涉事飞机为法曼F.60“歌利亚”F-AECB，c/n 4。该机于1922年4月起在法国航空邮递公司服役，1923年一月转交至法国联合航空。

## 航班信息
该机正在执行自法国巴黎的勒布尔歇机场飞往英国萨里的克罗伊登机场，途中经停法国加来海峡省贝尔克的国际定期航班。飞机于当地时间约12时30分（格林尼治时间11时30分）从勒布尔歇机场起飞，机上有两名机组成员和八名乘客。飞机在贝尔克进行了一次计划内停留，又有三名乘客登机。出于天气状况原因，飞机在英格兰肯特郡的林普尼港进行了预防性降落，机械师对左侧散热器的漏液问题进行了维修。

## 事故
延误超过半小时后，飞机从林普尼港起飞前往克罗伊登。自林普尼港起飞后大约45分钟、飞越东法利时，飞机右侧发动机发生故障。当时飞机正以约65节（120公里/小时）的速度飞行，高度略低于2,000英尺（610米）。飞行员改变航向，计划在彭斯赫斯特或马登降落。由于法尔曼“歌利亚”无法在仅有一台发动机运转的情况下保持平飞，飞行员决定实施紧急着陆。他要求机械师让两名乘客移向飞机尾部。然而，这一指令显然被乘客误解，使得有四名乘客移向飞机尾部。这影响了飞机的重心位置，导致飞机失速进入尾旋。飞机于格林尼治时间约17时30分在东马尔灵坠毁，但未发生火灾。飞机被认定在事故中报废。
村民前去救援受害者，将他们从残骸中解救出来。伦敦旅客莱斯利·冈瑟（Leslie Gunther）在事故中丧生。六人被送往梅德斯通的西肯特综合医院接受治疗。梅德斯通救护车队派出了两辆救护车前往现场。三名伤势较轻者则在东马尔灵的一户人家中接受了治疗。听证会于8月30日在东马尔灵的船舶旅店（Ship Inn）展开。一名事故幸存者否认在右侧发动机故障后乘客中存在任何恐慌，并表示将四名乘客从前舱移到飞机尾部都是机械师的指示。听证会随后延期至9月11日，以便让其他受害者康复后能够提供证词。在重新举行的听证会上，飞行员出庭作证。死因裁判官认为再次延期听证会已经无益，陪审团对遇难者作出了“意外死亡”的最终判决。